# Dezenacker
Dezenacker ist ein Pfarrdorf und Ortsteil des Marktes Burgheim im Landkreis Neuburg-Schrobenhausen, der zum Regierungsbezirk Oberbayern in Bayern gehört.

## Geographie

### Lage
Dezenacker liegt südöstlich von Burgheim auf den flachen tertiären Höhen der Aindlinger Terrassentreppe. Naturräumlich gehört es also zur Donau-Iller-Lech-Platte, die wiederum Teil des Alpenvorlandes ist, eine der Naturräumlichen Haupteinheiten Deutschlands. Östlich von Dezenacker erhebt sich der Wolfgangsberg.
Der Ort Dezenacker liegt an der Kreisstraße ND 16, die von der Staatsstraße St 2050 beim Oberhausener Ortsteil Sankt Wolfgang über Dezenacker, Biding und Ortlfing nach Burgheim führt.

### Nachbarorte
Die Nachbarorte Dezenackers sind Längloh im Westen, Biding und Leidling im Nordwesten, der Oberhausener Ortsteil Sinning im Nordosten, der Rohrenfelser Ortsteil Isenhofen im Osten und die Ehekirchener Ortsteile Nähermittenhausen, Fernmittenhausen, Ambach, Ehekirchen, Bonsal und Buch im Osten, Südosten, Süden und Südwesten.

## Geschichte
Zahlreiche Funde im Gemarkungsgebiet deuten auf eine bereits frühe Besiedelung hin. Südlich des Dorfes befinden sich Siedlungsreste aus der Jungsteinzeit, am südwestlichen Ortsrand Reihengräber. Am Westhang des Wolfgangberges (östlich von Dezenacker) befinden sich Hügelgräber aus der Hallstattzeit.

Erstmals erwähnt wurde Dezenacker 1214 als Tettenacker als Besitz der Pappenheimer und der Gumppenberger. 1247 traten die Wittelsbacher das Erbe der Pappenheimer an. Erst im 14. Jahrhundert erscheint ein Dezenacker im Saalbuche Ludwig des Strengen. 1344 hat Kaiser Ludwig dem Kloster Niederschönenfeld unter anderem zwei Güter zu Dezenacker eingeantwortet – „eines, das der Eysamer und eines, das der Magremayr hat“. 1505 bis 1808 gehörte Dezenacker zum Fürstentum Neuburg.
Der Name des Orts scheint auf römischen Ursprung zu deuten – decem agri – wie das Dorf selbst, an dem eine alte, von Burgheim kommende Hochstraße vorüberläuft, die sich aber außerhalb desselben in den Feldwegen verliert. Auch wurden in Dezenacker selbst einige römische Münzen gefunden und in der Kirche geopfert, zum Beispiel ein Constantinus mit Gloria exercitus, der im Besitz des Historischen Vereins in Neuburg ist.
1403 schaffte Mechthild Aunpeckin ihren halben Teil der Behausung und des Stadels zu Dezenacker „zu unserer Frauen Meß in St. Peters Pfarr“ und zu einem Jahrtag.
1450 stiftete Andre Praslot, Pfarrer zu St. Peter in Neuburg, einen Jahrtag mit vier Priestern zu Dezenacker. Der Vater Andre Praslott besaß auch eine Hab zu Dezenacker, welche 1411 von Nicol. Wellschlag von Wasserburg, um 72 1/2 fl.  (rh.) erkauft und womit nebst anderen Gütern 1452 die ewige Messe in der St. Andreas Capelle dotiert wurde.
Die alten Urkunden, die von Dezenacker berichten, befassen sich fast alle mit Dingen, die sich aus dem landwirtschaftlichen Beruf der Einwohner oder ihrem Grundbesitz ergaben. Vielfach handeln sie von Streitigkeiten wegen der Abgaben (Gülten). Die Höfe konnten von den fruchtbaren, vor allem für Weizen geeigneten Feldern stattliche Ernten einbringen. Aus ihnen waren neben den Gülten auch der ursprünglich für den Unterhalt des Pfarrers bestimmte Zehent zu entrichten, der aber schon im 15./16. Jahrhundert in den Händen des Chorstiftes von St. Peter und der von Gumppenberg war. Auch mit den Nachbarorten gab es hin und wieder Streitigkeiten, zum Beispiel im 16. Jahrhundert mit Ehekirchen wegen Weide und Eichelmast. 1627 kam es zu Differenzen zwischen Pfarrer Zenger und dem Widembauer Martin Appel.
Wie wohlhabend im Jahre 1597 der größte Bauer von Dezenacker war – es dürfte sich um den Greamertbauern Haus-Nr. 2 gehandelt haben – zeigt die Übergabeurkunde des Bauern Hans Krebel an seinen Sohn Daniel Krebel. Der Hof wurde mit der Fahrnis auf 1700 Gulden bewertet, für die damalige Zeit ein gewaltiger Betrag! Zum Hof gehörten 28 Jauchert Äcker und 21 Tagwerk Wiesen und ein eigener Wald. Im Stall standen nicht weniger als 9 Rösser und 20 Stück Rindvieh.

## Gemeinde
Am 1. Juli 1972 wurde die selbstständige Gemeinde Dezenacker, die zum Landkreis Neuburg an der Donau gehörte, in den Markt Burgheim eingegliedert.

## Pfarrei und Kirche
Die katholische Pfarrei Sankt Elisabeth gehört zur Pfarreiengemeinschaft Sinning. Die Pfarrkirche stammt teils (Turm und Südwand des Schiffes) von 1479.
Im Jahre 1749 wurde das Kirchenschiff der Chorturmkirche nach Norden erweitert und das Innere barockisiert (Chronostichon über dem Chorbogen). Aus dieser Zeit stammt wohl auch das Glockengeschoss und das einmal abgesetzte Zeltdach (doppeltes Walmdach) des Turmes. Ursprünglich hatte der Turm ein Satteldach, wie am vorderen Deckengemälde in der Kirche zu sehen ist. 1859 erfolgte eine Restaurierung der Kirche, 1923/24 eine Verlängerung des Langhauses um 9 Meter nach Westen und der Anbau der Sakristei.
Die Deckenbilder und Fresken stellen die Verherrlichung der hl. Elisabeth und Szenen aus ihrem Leben dar, das zentrale Bild im Schiff ist signiert von Joseph Hartmann mit der Jahreszahl 1749. Die Wände zieren vier stuckierte Medaillons mit Darstellungen der Kirchenväter. Das Deckenbild über der Orgelempore ist von Johann Baumann (um 1943).
Von Baumann ist auch das neue Hochaltar-Bild der hl. Elisabeth (1942). Die zentralen Darstellungen der Seitenaltären sind die hl. Joachim und Anna mit Marienkind (nördlich) beziehungsweise der hl. Sebastian (südlich). Der Kreuzweg wurde 1830 von dem aus Feldheim stammenden und in Neuburg an der Donau tätigen Maler Georg Kaiser geschaffen.
Auf dem Kirchturm befinden sich vier Glocken. Die größte stammt von Babtist Maderhofer und wurde im Jahre 1738 in Augsburg gegossen. Im Zweiten Weltkrieg wurde diese Glocke vom Turm geworfen und nach Hamburg gebracht, um sie für Kriegszwecke einzuschmelzen. Zum Glück nach dem Krieg wiederentdeckt – leider mit einem Sprung – kam sie nach Nördlingen zur Reparatur, um anschließend wieder an ihren ursprünglichen Bestimmungsort zurückzukehren. Kunstgeschichtlich wertvoll ist die zweitgrößte Glocke, 1719 von Johann Ulrich Schelchshorn in Neuburg an der Donau gegossen (nachdem die alte 1716 beim Totengeläut für den Landesherrn Kurfürst Johann Wilhelm von Düsseldorf gesprungen war). Diese Glocke wurde im Ersten Weltkrieg abgeholt und kam auch wieder zurück. 1970 wurde das elektrische Geläute installiert, wobei zu den vorhandenen zwei Glocken noch zwei kleinere Glocken gespendet wurden (Alfons Kerner und Joseph Leidl). Diese neuen Glocken wurden in der Glockengießerei Rudolf Perner in Passau gegossen; eine ist der Muttergottes, die andere der Hl. Elisabeth geweiht.

## Orgel
Die Orgel (14/2+P) wurde von der Orgelbaufirma Max Offner Augsburg-Kissing erbaut. Sie verfügt über 14 klingende Register, 2 Manuale und Pedal. Als Besonderheit für eine Dorfkirche besitzt sie ein Schwellwerk, eine Crescendo-Rolle und ein konkaves Pedal. Weiterhin verfügt die Orgel über Zungenregister (Rohrschalmey 8" und 4"), was als einzigartig in der Gegend bezeichnet werden darf. Das sogenannte Oberwerk ist als Rückpositiv ausgebaut.

### Disposition
| Hauptwerk (I)     | Oberwerk (II)   | Pedal (P)       |
| ----------------- | --------------- | --------------- |
| Gedackt 8"        | Rohrflöte 8"    | Rohrschalmey 4" |
| Salicional 8"     | Pommer 4"       | Oktavbaß 8"     |
| Principal 4"      | Principal 2"    | Subbaß 16"      |
| Blockflöte 2"     | Cymbel 1/2"     | Zartbaß 16"     |
| Mixtur 1 1/3"     | Rohrschalmey 8" | Pedalkoppel I   |
| Manualkoppel II-I |                 |                 |
| Pedalkoppel II    |                 |                 |
| Tremolo           | Tremolo         |                 |

### Spielhilfen
- Crescendo-Rolle,
- Schwell-Pedal (Hauptwerk)
- Freie Kombination,
- Tutti
- A: Reset
- Zungen ab

## Sehenswürdigkeiten

Pfarrkirche Sankt Elisabeth

- Pfarrkirche Sankt Elisabeth